# Jordan Emanuel
Shelby Rose Vendela Lindblom
Nina Daniele
Jordan Emanuel, née le 17 avril 1992 à Baltimore, est un mannequin, une journaliste, une philanthrope ainsi que la Playmate de l'année de Playboy pour 2019, après avoir été la Playmate du mois de décembre 2018 et Miss Black America New York 2018. Elle est la deuxième Playboy Bunny noire à être plus tard devenue la Playmate de l'année après Ida Ljungqvist en 2009. Elle est également la cofondatrice de l'organisation à but non lucratif Women With Voices.
Son histoire a entre autres été couverte par Ebony, Bossip, Business Insider, et E! Online.

## Jeunesse
Jordan Emanuel est née à Baltimore dans le Maryland et a grandi à Basking Ridge dans le New Jersey. Après être allé à la The Hun School de Princeton, Emanuel a étudié de 2011 à 2014 à l'université de Miami où elle obtient un diplôme avec une triple spécialisation en journalisme audiovisuel, en commerce de la musique et en histoire de l'art.
En 2011, elle part étudier pendant 5 mois à l’Université de Dayton dans l’Ohio où elle coanime une émission appelée No Boundaries sur Flyer Radio, la station de radio gérée par des étudiants, où elle a apporté une touche féminine. No Boundaries était un talk-show et une émission musicale de 7 à 9 heures du matin tous les mardis. Les sujets traités abordaient la culture pop et les auditeurs étaient encouragés à interagir avec les animateurs.
Elle a ensuite déménagé à New York et a poursuivi une carrière dans le journalisme « en donnant vie aux images et en convertissant des idées en vidéo et contenu numérique stimulant la réflexion », pour les titres Hollywood Life et Bossip. Elle a commencé à faire du mannequinat sur un coup de tête, en publiant consécutivement «25 Days of Jordan» sur les médias sociaux, pour célébrer son 25e anniversaire. Elle a posé pour des marques telles que Rimmel, Cover Girl et Good American.

## Philanthropie
Jordan Emanuel a cofondé l'organisation Women With Voices qui fournit des espaces de soutien et des ressources communautaires aux femmes. Women with Voices est une organisation à but non lucratif 501(c)(3) d'autonomisation des femmes basée à Brooklyn à New York,. Emanuel en décrit la mission comme axée sur «l'autonomisation des autres».